# Канејдијан (Тексас)
Канејдијан (енгл. Canadian) град је у америчкој савезној држави Тексас. По попису становништва из 2010. у њему је живело 2.649 становника.

## Демографија
Према попису становништва из 2010. у граду је живело 2.649 становника, што је 416 (18,6%) становника више него 2000. године.
| Група             | 2000.         | 2010.         |
| Белци             | 1.780 (79,7%) | 1.709 (64,5%) |
| Афроамериканци    | 5 (0,2%)      | 4 (0,2%)      |
| Азијати           | 3 (0,1%)      | 8 (0,3%)      |
| Хиспаноамериканци | 419 (18,8%)   | 899 (33,9%)   |
| Укупно            | 2.233         | 2.649         |